# توماسبورگ
توماسبورگ (به آلمانی: Thomasburg) یک شهر در آلمان است که در اوشتایده واقع شده‌است. توماسبورگ ۱٬۳۱۱ نفر جمعیت دارد.